# Kreis Haldensleben
| Basisdaten                                 | Basisdaten                                                |
| ------------------------------------------ | --------------------------------------------------------- |
| Bezirk der DDR                             | Magdeburg                                                 |
| Kreisstadt                                 | Haldensleben                                              |
| Fläche                                     | 840 km² (1989)                                            |
| Einwohner                                  | 57.605 (1989)                                             |
| Bevölkerungsdichte                         | 68 Einwohner/km² (1989)                                   |
| Kfz-Kennzeichen                            | H und M (1953–1990) HF und MF (1974–1990) HDL (1991–1994) |
|                                            |                                                           |
| Der Kreis Haldensleben im Bezirk Magdeburg |                                                           |

Der Kreis Haldensleben war ein Landkreis im Bezirk Magdeburg der DDR. Von 1990 bis 1994 bestand er als Landkreis Haldensleben im Land Sachsen-Anhalt fort. Sein Gebiet gehört heute zum Landkreis Börde in Sachsen-Anhalt. Der Sitz der Kreisverwaltung befand sich in Haldensleben.

## Geographie
Der Kreis Haldensleben grenzte im Uhrzeigersinn im Norden beginnend an die (Land-)Kreise Klötze, Gardelegen, Tangerhütte (bis 1987), Wolmirstedt, Wanzleben, Oschersleben und Helmstedt.

## Geschichte
Bereits seit 1816 existierte der alte preußische Landkreis Haldensleben.

### Deutsche Demokratische Republik
Im Zuge der Verwaltungsreform, die am 25. Juli 1952 in Kraft trat, verlor der alte Landkreis seinen südlichen Teil, bekam aber Teile des Landkreises Gardelegen (Raum um Calvörde) sowie einige Teile des Landkreises Wolmirstedt hinzu und wurde als Kreis Haldensleben im Zuge der Neugliederung der Verwaltungseinheiten der DDR dem Bezirk Magdeburg zugeordnet. Am 1. Januar 1957 wechselte die Gemeinde Gehrendorf aus dem Kreis Haldensleben in den Kreis Klötze.
Am 17. Mai 1990 wurde der Kreis in Landkreis Haldensleben umbenannt.

### Bundesrepublik Deutschland
Im Oktober 1990 wurde die durch die Kommunalverfassung der DDR als Landkreis Haldensleben benannte Gebietskörperschaft Teil des neu gegründeten Landes Sachsen-Anhalt. Bei der ersten Kreisreform in Sachsen-Anhalt, die am 1. Juli 1994 wirksam wurde, ging der Landkreis im Ohrekreis auf.

## Städte und Gemeinden
Dem Kreis Haldensleben gehörten die folgenden Städte und Gemeinden an:
| Schwanefeld fehlt - Ackendorf - Alleringersleben - Altenhausen - Bartensleben - Bebertal - Beendorf - Behnsdorf - Belsdorf - Berenbrock - Böddensell - Bösdorf - Born - Bornstedt - Bregenstedt - Bülstringen - Calvörde | - Döhren - Dorst - Eickendorf - Eimersleben - Emden - Erxleben - Eschenrode - Etingen - Everingen - Flechtingen - Gehrendorf (bis 1956) - Grauingen - Groß Santersleben - Hakenstedt - Haldensleben, Stadt - Hasselburg | - Hillersleben - Hödingen - Hörsingen - Hundisburg - Ivenrode - Kathendorf - Klinze - Klüden - Lockstedt bei Oebisfelde - Mannhausen - Morsleben - Neuenhofe - Nordgermersleben - Ostingersleben - Rätzlingen - Ribbensdorf | - Rottmersleben - Satuelle - Schackensleben - Seggerde - Süplingen - Uhrsleben - Uthmöden - Vahldorf - Walbeck - Wedringen - Weferlingen - Wegenstedt - Wieglitz - Zobbenitz |

Hasselburg wurde am 1. Januar 1972 nach Flechtingen eingemeindet und Klinze am 16. Januar 1974 nach Ribbenstedt.

## Kfz-Kennzeichen
Den Kraftfahrzeugen (mit Ausnahme der Motorräder) und Anhängern wurden von etwa 1974 bis Ende 1990 dreibuchstabige Unterscheidungszeichen, die mit den Buchstabenpaaren HF und MF begannen, zugewiesen. Die letzte für Motorräder genutzte Kennzeichenserie war HX 60-01 bis HX 75-00.
Anfang 1991 erhielt der Landkreis das Unterscheidungszeichen HDL. Es wurde bis zum 30. Juni 1994 ausgegeben. Durch die Kennzeichenliberalisierung ist es seit dem 27. November 2012 im Landkreis Börde erhältlich, was seither auch für weitere Buchstabenkombinationen gilt.